# Eugenia conjuncta
Eugenia conjuncta är en myrtenväxtart som beskrevs av Gerda Jane Hillegonda Amshoff. Eugenia conjuncta ingår i släktet Eugenia och familjen myrtenväxter.
Artens utbredningsområde är Guyana. Inga underarter finns listade i Catalogue of Life.